# Carl Gustaf 20 mm (cañón sin retroceso)
El Carl Gustaf 20 mm, cuya designación oficial era 20 mm pansarvärnsgevär m/42 (20 mm pvg m/42, fusil antitanque Modelo 1942 20 mm en sueco), fue el primer cañón sin retroceso producido por la empresa armera sueca Carl Gustafs Stads Gevärsfaktori.

## Diseño
El Carl Gustaf 20 mm disparaba el cartucho 20 x 180 R, que tenía dos agujeros en el culote. Un sello cubría estos agujeros y cuando se disparaba el cartucho, el sello se rompía y expulsaba hacia atrás una parte de los gases del disparo, contrarrestando los efectos del retroceso producido por la aceleración del proyectil en el cañón. El cierre de la recámara debía reemplazarse después de disparar 20 proyectiles antiblindaje, o después de disparar 40 proyectiles de práctica o de alto poder explosivo.
Al contrario de los fusiles antitanque contemporáneos, el Carl Gustaf 20 mm era suministrado con proyectiles de alto poder explosivo y antiblindaje. El proyectil antiblindaje tenía núcleo de wolframio y su variante trazadora era designada slpprj m/42. El proyectil de alto poder explosivo con espoleta de impacto era designado sgr m/43. Siendo un cañón sin retroceso, era mucho más ligero y portátil que los fusiles antitanque contemporáneos del mismo calibre. Estaba equipado con alza y punto de mira, ajustados para un alcance de 300 m, así como con una mira telescópica Meopta ZF-4.
Fue el primer cañón sin retroceso que podía dispararse desde el hombro, además de ser la base para el desarrollo del Carl Gustaf 84 mm, que continúa en servicio en varios países.

## Historial de combate
En 1942, la penetración de blindaje del Carl Gustaf 20 mm y de los fusiles antitanque era generalmente inadecuada ante las mejoras en el blindaje de los tanques. A pesar de esto, se hicieron encargos para 3.219 cañones sin retroceso, que fueron suministrados entre agosto de 1942 y julio de 1944. Los primeros 500 resultaron defectuosos, siendo empleados solo para entrenamiento hasta que fueron reparados. Al final de la Segunda Guerra Mundial, solamente se habían suministrado 1.000 cañones sin retroceso.
El Ejército Republicano Irlandés Provisional compró al menos un cañón sin retroceso Carl Gustaf 20 mm a inicios de la década de 1980, empleándolo por primera vez en el verano de 1983, en una serie de ataques contra puestos de observación fortificados y vehículos blindados del Ejército británico y el Royal Ulster Constabulary en Belfast.

## Usuarios
- Suecia[1]

### Entidades no estatales
- Ejército Republicano Irlandés Provisional[5][6]